# Cars 3: Driven to Win
Cars 3: Driven to Win (Cars 3: Motivado para ganar en Hispanoamérica y Cars 3: Hacia la victoria en España) es un videojuego basado en Cars 3, desarrollado por Avalanche Software y publicado por Warner Bros. Interactive Entertainment. Ha sido el primer juego de propiedad de Disney que no fue publicado por Disney Interactive Studios desde que se cerró en mayo de 2016. También es el primer juego de propiedad de Disney que fue distribuido por Disney Consumer Products. El juego está disponible en Nintendo Switch, PlayStation 3, PlayStation 4, Wii U, Xbox 360 y Xbox One el 14 de junio de 2017 en Norteamérica, en Europa el 13 de julio de 2017 y Japón el 20 de julio de 2017.
Es la segunda y última interpretación del piloto de la NASCAR Junior Johnson como Junior Moon, antes de fallecer en 2019.

## Modos de juego
Carrera:
Este modo ha estado presente en todos videojuegos de Cars. Básicamente se trata de recorrer el circuito de manera normal hasta terminar la carrera (las tres primeras posiciones darán puntos), y únicamente se implementa el uso del turbo como un añadido a la jugabilidad.
Carrera de Batalla:
Este modo apareció en el videojuego de Cars 2. Se juega igual que el modo anteriormente mencionado, pero incluye todo tipo de armas para expandir la jugabilidad.
Exhibición de Acrobacias:
Este modo es nuevo. Se trata de que obtener la mayor puntuación 
posible por acrobacias aéreas realizadas.
Prueba de Mejor Tiempo:
Este modo es nuevo. Hay que batir el mejor tiempo, ya sea en una vuelta o varias (máximo diez), para irlo reduciendo y mejorarlo. 
Eventualmente, se jugará contra un fantasma del personaje con el que se haya obtenido el mejor tiempo en una sola vuelta.
Descalificación:
Este modo apareció en el videojuego de Cars 2, pero conocido anteriormente como el Modo Ataque. El objetivo es acabar con la mayor cantidad de autos de prueba posibles hasta que se acabe el tiempo límite establecido; usando las diferentes armas y/o movimientos de los personajes jugables para destruirlos.
Parque de Thomasville:
Este modo es un intento de recrear el mundo abierto que se tenía en los primeros videojuegos de Cars Cars (videojuego), Cars: La Copa Internacional de Mate y Cars: Race-O-Rama. Se trata de un mundo semiabierto compuesto de tres zonas, en el cual se pueden realizar diferentes actividades para desbloquear logros, personajes jugables, circuitos y eventos maestros.

## Personajes
Hay un total de veintitrés personajes jugables; siendo 6 de ellos iniciales, 19 desbloqueables y uno disponible mediante actualización.
Corredores de la Copa Pistón
- Rayo McQueen.
- Cruz Ramírez.
- Jackson Storm.
- Bobby Swift (corredor de Octane Gain #19).
- Brick Yardley (corredor de Vitoline #24).
- Cam Spinner (corredor de Nueva Generación de Triple Dent #31).
- Rich Mixon (corredor de Nueva Generación de Tank Coat #36).

Habitantes de Radiador Springs
- Mate.
- Sally Carrera.
- Ramón (versión azul celeste).
- Guido.
- Mack.

Racing Sports Network (RSN)
- Chick Hicks.
- Natalie Certeza.

Thunder Hollow
- Miss Fractura.
- Dr. Damage/Dr. Daño.
- Arvy.

Leyendas de Thomasville
- Smokey.
- Junior Moon.
- Louise Nash.
- River Scott.

Versiones alternas: Representan versiones o pinturas alternativas de alguno de los personajes ya mencionados:
- Mate El Grande.
- Fabuloso Rayo McQueen.

## Doblaje
| Personaje       | Actor de voz original    | Doblaje de Hispanoamérica | Doblaje de España                       |
| --------------- | ------------------------ | ------------------------- | --------------------------------------- |
| Rayo McQueen    | Ben Rausch               | Sergio Gutiérrez Coto     | Jesús Barreda                           |
| Sally Carrera   | Sofie Veloz              | Rosalba Sotelo            | Yolanda Mateos                          |
| Mate            | Adam Burton              | César Filio               | Carlos Kaniowsky                        |
| Cruz Ramírez    | Cristela Alonzo          | Cristina Hernández        | Adelaida López                          |
| Jackson Storm   | Aj Hamilton              | Alejandro Orozco          | Cholo Moratalla                         |
| Smokey          | Milton James             | Gabriel Pingarrón         | Eduardo Jover                           |
| Ramón           | Milton James             | Humberto Vélez            | José Escobosa                           |
| Chick Hicks     | Jude Hillary             | Carlos Becerril           | Salvador Aldeguer                       |
| Chick Hicks     | Jude Hillary             | Carlos Becerril           | Rafael Alonso Naranjo Jr. (Sustitución) |
| Mack            | John Ratzenberger        | Arturo Mercado            | David García Vázquez                    |
| Miss Fractura   | Lea DeLaria              | Marcela Páez              | Gemma Martín                            |
| Natalie Certeza | Kerry Washington         | Sonia Casillas            | Ana Esther Alborg                       |
| Junior Moon     | Junior Johnson           | Herman López              | Javier Franquelo                        |
| Louise Nash     | Deborah Marlowe          | Andrea Coto               | María Jesús Varona                      |
| River Scott     | Kevin Michael Richardson | Jaime Vega                | Pedro Tena                              |
| Bobby Swift     | Teddy Spencer            | Beto Castillo             | Juan Antonio Arroyo                     |
| Brick Yardley   | Ben Rausch               | Moisés Iván Mora          | David Hernán                            |
| Cam Spinner     | ¿?                       | José Antonio Macías       | Luis Miguel Cajal                       |
| Rich Mixon      | Corey Krueger            | Xavier Sol                | ¿?                                      |
| Arvy Motorhome  | Corey Krueger            | Enrique Cervantes         | Juan Amador Pulido                      |
| Darrell Cartrip | Darrell Waltrip          | Idzi Dutkiewicz           | Juan Antonio Castro                     |

## Armas
Hay armas que provienen de Cars 2, otras nuevas; y otras procedentes de Cars 2, pero con un aspecto diferente.
Charco de aceite. Tanque de aceite que aparece en la parte trasera del personaje y dispara un chorro del líquido negro. Regresa de Cars 2: El Videojuego.
Supresor: Elimina automáticamente el arma de todos los oponentes tras su activación, aparece en la parte trasera del auto.
Ametralladoras: Arma que sale de las partes laterales del vehículo, disparan varias balas a la vez y al mismo tiempo cada una. Regresan de Cars 2 El Videojuego
Mina terrestre: Pueden lanzarse hacia delante o hacia atrás, o dejándose en lugares estratégicos para dañar a los rivales mediante una explosión generada al tocarse. Objeto readaptado de Cars 2: El Videojuego.
Mina Magnética: Este objeto que sale de la parte trasera de un vehículo se adhiere al golpear o lanzarla hacia delante a un oponente; al llegar a un rival, se quedará plantada en su parte superior o techo hasta explotar.
Cohetes: Son de color verde y accionados desde las partes laterales del personaje (para un total de dos cohetes distribuidos en un disparo), son de impacto directo y su disparo requiere de puntería. Son el reemplazo de los Misiles de Cars 2 El Videojuego.
Cohetes Triples: Exactamente iguales a los Cohetes normales, solo que habrá tres en cada parte lateral del auto (para un total de seis cohetes distribuidos en tres tiros). Son el reemplazo de los Misiles Troika de Cars 2 El Videojuego.
Cohetes Rastreadores: Son de color rojo, su función es dispararle al oponente más cercano (tanto delante cómo atrás de nuestro auto). Se pueden esquivar cambiando de posición o dando un golpe lateral, lógicamente para que cambien de blanco.
Cohetes de Primer Impacto: Son de color azul, su función es perseguir al rival que esté en la primera posición (incluyendo daños para todo aquel que se les interponga en su trayectoria). Se pueden esquivar cambiando de posición o dando un golpe lateral, lógicamente para que cambien de blanco.
Bombas: Son lanzadas de las partes laterales del auto y pueden ser lanzadas tanto hacia delante como hacia atrás. Tienen un amplio rango de alcance y su lanzamiento es de forma parabólica.
Extractor de Potencia: Al ya no tener energía para accionar el turbo, la ejecución de ésta arma permitirá robarle energía turbo al final más cercano. Se puede disparar hacia delante y hacia atrás.
Alto Voltaje: Cuando está activada, cualquier oponente que toque su campo eléctrico quedará electrocutado y posteriormente, estará girando en trompos. Ésta arma sale de las partes laterales del auto.
Propulsores: Comúnmente aparecen cuando el auto va entre las últimas posiciones. Es activado desde las partes laterales del auto y proporciona una explosión bastante potente de velocidad (al correr, genera pequeñas chispas  azules como un detalle visual extra).
Tira de Clavos: Cuando se usa ésta arma que sale de la parte trasera del vehículo, los oponentes sufrirán daños en sus neumáticos; haciendo que pierdan velocidad y, oportunamente, hacerlos girar en trompos.

## Circuitos
Los circuitos del juego se dividen según su ubicación dentro de las distintas zonas vistas en Cars 3, cada una posee dos trazados.
Otro factor que diferencia los trazados es el tiempo; los circuitos pueden acontecer al amanecer, atardecer, anochecer, y con clima despejado o nublado.
- Flashback de Thomasville (sólo al principio del juego).

Fireball Beach
- Carrera de Fireball Beach.
- Rally de Fireball Beach.

Hearthland
- Carrera Rural de Hearthland.
- Circuito del Río de Hearthland.

Desierto Cañón del Cobre
- Carretera Cañón del Cobre de Arizona.
- Ocaso en el Autódromo de Arizona.

Salto de Medianoche
- Pista de Medianoche.
- Pista de Medianoche a Mediodía.

Thunder Hollow
- Rally de Thunder Hollow.
- Derby de Destrucción Thunder Hollow.

Thomasville
- Campo de Tala de Thomasville.
- Minas de Thomasville.

Radiador Springs (nevado)
- Bucle de Llantas de Radiador Springs.
- Paso Interestatal de Radiador Springs.

Florida
- Terminal Internacional de Florida.
- Autódromo Internacional de Florida.

Circuitos Retro: Por primera vez en un videojuego de Cars, se añaden circuitos procedentes de entregas anteriores; específicamente de Cars 2 (videojuego).
- Carrera en el Aeropuerto (Tokio, Japón).
- Carrera en el Buckingham Londinense (Londres, Inglaterra).
- Gran Tour de Italia (Porto Corsa, Italia).
- ¡Vamos, Vamos Tokio! (Tokio, Japón).
- Derby de Tierra de Radiador Springs. (Radiador Springs, Estados Unidos).

## Datos Curiosos
- Es el regreso de Sally como personaje jugable tras 11 años desde Cars (videojuego); así como la primera vez que Mack es un personaje jugable en un videojuego de la franquicia.
- Para evitar alguna filtración respecto a la película, Fabuloso Rayo McQueen llegó al juego mediante una actualización gratuita semanas después del estreno a nivel internacional de Cars 3 en cines.
- Dependiendo del idioma, Doctor Daño puede estar escrito con su nombre completo o mediante el uso de la versión corta y formal de la palabra, "Dr. Daño".
- Mientras que la mayoría del reparto original de la cinta no pudo retomar a sus personajes, para Hispanoamérica, con las excepciones de Rayo McQueen, Cruz Ramírez, Mate, Natalie Certeza y Miss Fractura; casi todo el reparto del doblaje al español latino regresó.
- Guido y Doctor Daño son los únicos personajes que no tienen diálogos; mientras que Dr. Daño hace ruidos alusivos a la sirena de una ambulancia, Guido, por el contrario, no habla.
- Algunos personajes aparecen como breves cameos en el juego:
- Sheriff, Flo, Fillmore y Sargento aparecen en los circuitos de Radiador Springs dentro del público.
- Los tractores y Frank aparecen en la Carrera Rural de Hearthland y el Derby de Tierra de Radiador Springs.
- Bill (el auto con la pelota de Pixar en su capó), aparece durante el evento maestro de Miss Fractura  como un competidor de relleno.
- En el circuito Carrera en el Aeropuerto; el avión espía Siddely de Cars 2 aparece en el fondo tras la segunda curva. También aparece el helicóptero de color negro de Cars 2 (videojuego) en el que, en el modo supervivencia, el Profesor Zündapp se montaba para disparar los rayos de energía.
- Winnie, la vieja camper de Aviones 2: Equipo de Rescate, aparece recurrentemente como parte del público.

- En el circuito Bucle de Llantas de Radiador Springs aparecen las Cavernas Luz Trasera, vistas originalmente en el corto Mate Viaja en el Tiempo de Cars Toons.

## Desarrollo
El vicepresidente y jefe de estudio de Avalanche Software, John Blackburn, declaró en 2017 el objetivo principal del título: "Con Cars 3: Driven to Win queríamos crear un juego que permitiera a los fans ampliar su experiencia con esta gran película y también sentir la emoción de acelerar por las pistas, participar en carreras y dominar trucos y técnicas de diversión con toda la familia”.